# Ali Fethi Okyar
Ali Fethi Okyar (29 de abril de 1880 – 7 de maio de 1943) foi um diplomata e político turco que também serviu como militar na última década do Império Otomano. Ocupou o cargo de primeiro-ministro da Turquia por um ano (1924-25).

## Biografia

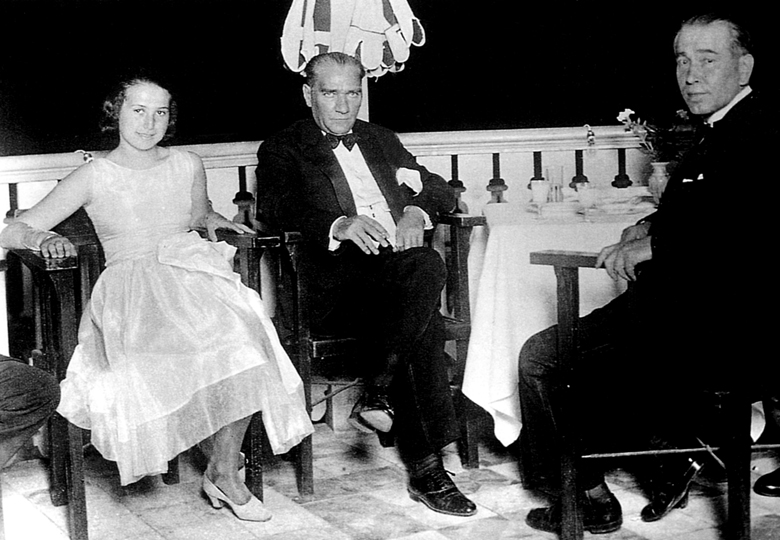
Kemal Atatürk e Ali Fethi Okyar, em agosto de 1930.

Ele nasceu na cidade otomana de Prilepo no vilaiete de Manastir (atual Macedônia do Norte) em uma família circassiana. Em 1913, ele se juntou ao Comitê para a União e o Progresso (İttihat ve Terakki Cemiyeti) e foi eleito secretário-geral. Em 1924 foi nomeado primeiro-ministro como sucessor de İsmet Inönü. Mas apenas alguns meses depois, em março de 1925, ele foi substituído novamente por Inönü, pois uma política mais decisiva era necessária para suprimir a rebelião do xeque Said.  seguida, ele foi nomeado embaixador da Turquia na França em Paris. Em 1930, ele recebeu a permissão para estabelecer o Serbest Cumhuriyet Fırkası (Partido Republicano Liberal), um dos primeiros partidos de oposição. No entanto, quando o governo percebeu o apoio deste partido de oposição entre os islâmicos, ele foi declarado ilegal e encerrado, uma situação semelhante à do Partido Republicano Progressivo, que durou alguns meses em 1924. Mais tarde ele serviu como Ministro da Justiça de 1939 a 1941.